# 张怡宁
张怡宁（1981年10月5日—），出生于北京，中国女子乒乓球运动员，乒乓球史上最佳运动员之一。现任上海体育学院中国乒乓球学院院长助理、副教授。

## 生平

### 球员生涯
张怡宁5岁开始打球，1991年进入省队，1993年进入国家队。1997年的运会上，代表北京队出战女团决赛的张怡宁，连克江苏队的两名主将李菊与杨影，表现让人震惊。1999年世乒赛，18岁的张怡宁在女单比赛中连克强敌，与王楠会师决赛，在先胜两局后却被王楠连胜三局实现逆转。一年后的吉隆坡世乒赛，张怡宁随队与王楠、李菊等人一同夺得女团冠军。这是她的第一个世界冠军头衔，但她在本届赛事中发挥一般，决赛中还败给了中华台北选手徐竞，这让她在奥运会名单竞争中陷入困境。此后，张怡宁虽得到征战悉尼奥运会亚洲区预选赛的机会，但表现不如队友孙晋，从而与第一次奥运之旅擦肩而过。
无缘悉尼奥运会，没有阻碍张怡宁在战绩上的进步。2001年在芜湖举行的乒乓球世界杯，张怡宁在队友王楠退赛，李菊出局的情况下，于决赛中击败朝鲜选手金英姬，夺得第一个单打世界冠军头衔。2002年釜山亚运会，张怡宁夺得女单冠军，为整体表现低迷的中国乒乓球队少有的亮点。2004年雅典奥运会，张怡宁在队友牛剑锋、王楠先后出局后，顶着巨大压力杀入决赛，随后以4：0横扫朝鲜的黑马选手金香美。并成为奥运会乒乓球比赛历史上，第四位女子单打冠军。同时，她还和王楠合作，夺得女双冠军。2005年上海世乒赛，张怡宁在女单决赛上4：2击败郭焱，成为了继邓亚萍、王楠之后，第三位实现大满贯的女子乒乓球运动员。同年的十运会上，张怡宁连夺女单与女团冠军。
2006年起，由于郭跃、李晓霞等新人的崛起，张怡宁的霸主地位开始受到动摇。2007年的萨格勒布世乒赛，张怡宁于半决赛被郭跃淘汰，她的低迷表现一度让外界对其能否取得北京奥运会参赛资格产生质疑。幸而张怡宁及时恢复了巅峰状态，于2007年下半年强势反弹。最终与王楠、郭跃携手征战北京奥运会。
2008年8月8日，張怡寧在北京奧運會開幕式上代表运动员宣誓。8月17日，张怡宁与王楠、郭跃组成的中国女队于女团决赛中3：0横扫新加坡队，夺得第一届奥运会女子乒乓球团体比赛冠军。张怡宁在第二局中击败李佳薇，第三局与郭跃合作击败王越古/李佳薇组合，为中国队锁定了胜局。8月22日，张怡宁于决赛中4：1击败王楠，成为继邓亚萍之后第二位蝉联奥运会女单冠军的选手，同时也是第二位连续两届奥运会都成为“双冠王”的女子乒乓球运动员。2009年横滨世乒赛是张怡宁在球员生涯参加的最后一项国际大赛，她在女单决赛战胜卫冕冠军郭跃，时隔四年再次夺得这项锦标，为自己的国际大赛生涯划上圆满句号。
同年的十一运会，张怡宁成功卫冕女单及女团冠军，此战为张怡宁球员生涯的告别演出。

### 退役后生活
2009年10月18日，张怡宁在北京与48岁原籍北京的香港商人徐威举行婚礼，此后便远离了乒乓球赛场。
2011年，张怡宁正式宣布退役。同年四月，张怡宁随北体大冠军班成员一起赴美国威斯康星大学深造，为期十个月。
張怡寧在中國乒乓球學院工作，每年四次前往歐洲盧森堡，指導11、12歲的20餘人孩子打球。
2018年11月在巴布亚新几内亚首都——莫尔兹比港的中国乒乓球学院巴新训练中心正式揭牌，張怡寧身为上海体育学院中国乒乓球学院教师，是来到該训练中心开课，负责指导巴新国家乒乓队队员的第一人。当地居民都想找奥运冠军签名，導致当地体育用品商店里的乒乓球拍销售一空。

## 家庭
- 丈夫徐威從事金融工作，曾任8848網站總裁[12]。2009年同張怡寧在北京結婚[10]，婚後徐威在北京買了一個四合院，據悉位置毗連北二環的雍和宮[13]。
  - 女兒俏俏在2012年出生[10]

## 冠军成绩
张怡宁是中国乒乓球队历史上获得世界冠军头衔次数第三多的女子运动员，共夺得19个世界冠军，仅次于夺得24个的王楠及在2018年收獲20个的丁寧。

### 公开赛女单冠軍
- - 1.  1998年马来西亚乒乓球公开赛女单冠军
  - 2.  1998年奥地利乒乓球公开赛女单冠军
  - 3.  2000年波兰乒乓球公开赛女单冠军
  - 4.  2000年瑞典乒乓球公开赛女单冠军
  - 5.  2002年美国乒乓球公开赛女单冠军
  - 6.  2002年丹麦乒乓球公开赛女单冠军
  - 7.  2002年波兰乒乓球公开赛女单冠军
  - 8.  2003年克罗地亚乒乓球公开赛女单冠军
  - 9.  2003年中国乒乓球公开赛女单冠军
  - 10. 2003年德国乒乓球公开赛女单冠军
  - 11. 2003年丹麦乒乓球公开赛女单冠军
  - 12. 2003年瑞典乒乓球公开赛女单冠军
  - 13. 2004年韩国乒乓球公开赛女单冠军
  - 14. 2004年新加坡乒乓球公开赛女单冠军
  - 15. 2004年中国乒乓球公开赛(长春)女单冠军
  - 16. 2004年日本乒乓球公开赛女单冠军
  - 17. 2005年卡塔尔乒乓球公开赛女单冠军
  - 18. 2005年日本乒乓球公开赛女单冠军
  - 19. 2006年卡塔尔乒乓球公开赛女单冠军
  - 20. 2006年新加坡乒乓球公开赛女单冠军
  - 21. 2005年中国乒乓球公开赛(广州)女单冠军

### 公开赛女双冠军
- - 1.  1998年马来西来乒乓球公开赛女双冠军
  - 2.  1998年奥地利乒乓球公开赛女双冠军
  - 3.  2000年波兰乒乓球公开赛女双冠军
  - 4.  2002年美国乒乓球公开赛女双冠军
  - 5.  2002年丹麦乒乓球公开赛女双冠军
  - 6.  2002年波兰乒乓球公开赛女双冠军
  - 7.  2003年克罗地亚乒乓球公开赛女双冠军
  - 8.  2003年德国乒乓球公开赛女双冠军
  - 9.  2004年韩国乒乓球公开赛女双冠军
  - 10. 2004年中国乒乓球公开赛<长春>女双冠军
  - 11. 2005年中国乒乓球公开赛<深圳>女双冠军
  - 12. 2006年克罗地亚乒乓球公开赛女双冠军
  - 13. 2006年卡塔尔乒乓球公开赛女双冠军
  - 14. 2006年科威特乒乓球公开赛女双冠军
  - 15. 2006年中国乒乓球公开赛女双冠军
  - 16. 2006年新加坡乒乓球公开赛女双冠军

### 世界冠军（奥运会、世乒赛、世界杯）
- - 1.  2000年第45届世乒赛女团冠军
  - 2.  2001年第46届世乒赛女团冠军
  - 3.  2001年第5届世界杯女单冠军
  - 4.  2002年第6届世界杯女单冠军
  - 5.  2003年第47届世乒赛女双冠军
  - 6.  2004年第47届世乒赛女团冠军
  - 7.  2004年雅典奥运会女单冠军
  - 8.  2004年雅典奥运会女双冠军
  - 9.  2004年第8届世界杯女单冠军
  - 10. 2005年第48届世乒赛女单冠军
  - 11. 2005年第48届世乒赛女双冠军
  - 12. 2005年第9届世界杯女单冠军
  - 13. 2006年第48届世乒赛女团冠军
  - 14. 2007年第49届世乒赛女双冠军
  - 15. 2007年第11届世界杯女团冠军
  - 16. 2008年第49届世乒赛女团冠军
  - 17. 2008年北京奥运会女团冠军
  - 18. 2008年北京奧运会女單冠军
  - 19. 2009年第50届世乒赛女单冠军

### 巡回赛总决赛冠军和亚运会
- - 2000年国际乒联职业巡回赛总决赛女单冠军
  - 2002年国际乒联职业巡回赛总决赛女单冠军
  - 2004年国际乒联职业巡回赛总决赛女双冠军
  - 2005年国际乒联职业巡回赛总决赛女单冠军
  - 1998年第十三届亚运会女团冠军
  - 2002年第十四届釜山亚运会女单冠军

### 全运会、全国锦标赛和其他赛事
- - 2001年第九届全运会女团冠军
  - 2005年第十届全运会女单冠军
  - 2005年第十届全运会女团冠军

- - 2003年全国乒乓球锦标赛女单冠军
  - 2003年全国乒乓球锦标赛女双冠军
  - 2003年全国乒乓球锦标赛女团冠军
  - 2004年全国乒乓球锦标赛女团冠军

- - 1998年亚洲锦标赛团体冠军
  - 2001年第二十一届大运会女双冠军
  - 2001年第二十一届大运会女团冠军

## 外部連結
- 张怡宁在国际奥林匹克委员会的资料
- 张怡宁的新浪微博
- 【体育人间】中国乒球一姐张怡宁 （页面存档备份，存于）
- 【乒乓王国】回忆乒坛女皇张怡宁的运动生涯 （页面存档备份，存于）